# Paweł Pławiak
Paweł Pławiak (ur. 15 kwietnia 1984 w Ostrowcu Świętokrzyskim). Jest zatrudniony na stanowisku profesora uczelni na Wydziale Informatyki i Telekomunikacji Politechniki Krakowskiej oraz profesora instytutu w Instytucie Informatyki Teoretycznej i Stosowanej Polskiej Akademii Nauk. Od 2021 Dziekan Wydziału Informatyki i Telekomunikacji Politechniki Krakowskiej, zastępca dyrektora Instytutu Łączności – Państwowego Instytut Badawczego (2021―2025).

## Życiorys[3]
W 2003 roku ukończył Liceum Ogólnokształcące nr II im. Joachima Chreptowicza w Ostrowcu Świętokrzyskim. Studiował elektronikę i telekomunikację na Wydziale Elektrotechniki, Automatyki, Informatyki i Elektroniki Akademii Górniczo-Hutniczej w Krakowie. Tytuł magistra inżyniera elektroniki i telekomunikacji uzyskał w AGH w 2012, obroniwszy pracę pt. „Porównanie systemów analizy danych opartych na metodach sztucznej inteligencji w zastosowaniu do przetwarzania sygnałów z e-nosów”, wykonaną pod kierunkiem dr. inż. Wojciecha Maziarza.
Od października 2012 był słuchaczem studiów doktoranckich w AGH, początkowo na Wydziale Informatyki, Elektroniki i Telekomunikacji, a od listopada 2012 do września 2016 ― na Wydziale Elektrotechniki, Automatyki, Informatyki i Inżynierii Biomedycznej. Stopień doktora w dyscyplinie biocybernetyka i inżynieria biomedyczna uzyskał w AGH w 2016 Promotorem jego rozprawy pt. „Automatyczne diagnozowanie dysfunkcji mięśnia sercowego na podstawie analizy sygnału elektrokardiograficznego (EKG) przy wykorzystaniu systemu ewolucyjno-neuronowego” był prof. dr hab. inż. Ryszard Tadeusiewicz (praca została wyróżniona).
W 2020 Rada Dyscypliny Informatyka Techniczna i Telekomunikacja Politechniki Śląskiej nadała mu na podstawie uchwały Komisji Habilitacyjnej, powołanej przez Centralną Komisję ds. Stopni i Tytułów, stopień doktora habilitowanego w dyscyplinie informatyka techniczna i telekomunikacja. Osiągnięciem wskazanym we wniosku habilitacyjnym był cykl publikacji pod wspólnym tytułem „Rozwój metod uczenia maszynowego bazujących na uczeniu zespołowym, głębokim i obliczeniach ewolucyjnych oraz ich fuzji”.
W 2019 rozpoczął studia MBA – innowacje i analiza danych, prowadzone przez Uniwersytet SWPS w Warszawie, Instytut Podstaw Informatyki PAN i Woodbury School of Business UVU.
Na Politechnice Krakowskiej został zatrudniony w październiku 2013 jako asystent naukowo-dydaktyczny w Instytucie Teleinformatyki, na Wydziale Fizyki, Matematyki i Informatyki (obecnie Wydział Informatyki i Telekomunikacji). W styczniu 2017 objął etat adiunkta. Od października 2019 do września 2020 pełnił funkcję kierownika Katedry Teleinformatyki WIiT PK. Od października 2020 pełni funkcję zastępcy kierownika Katedry Informatyki WIiT PK ds. badawczych. Natomiast od stycznia 2021 pełni funkcję Dziekana WIiT PK.
Ponadto od grudnia 2019 jest zatrudniony na stanowisku profesora instytutu w Instytucie Informatyki Teoretycznej i Stosowanej PAN.
2 listopada 2021 Prezes Rady Ministrów Mateusz Morawiecki powierzył mu obowiązki zastępcy dyrektora do spraw naukowych Instytutu Łączności – Państwowego Instytut Badawczego.
2 grudnia 2023 minister Janusz Cieszyński powołał go do pełnienia obowiązków dyrektora Instytutu Łączności - Państwowego Instytutu Badawczego. 8 lutego 2024 zakończył pełnienie obowiązków dyrektora Instytutu Łączności i następnie do marca 2025 ponownie pełnił funkcję zastępcy dyrektora ds. naukowych tej instytucji.
Staże naukowe odbywał w krakowskich firmach: Emedico Sp. z o.o. (2014), LavaVision oraz Optimum Sp. z o.o. (2015 r.) i VSoft SA (2014).

## Zainteresowania[3]
W polu jego zainteresowań naukowych znajdują się: metody uczenia maszynowego (w tym metody inteligencji obliczeniowej); uczenie zespołowe; uczenie głębokie; obliczenia ewolucyjne; klasyfikacja i rozpoznawanie wzorców; przetwarzanie i analiza sygnałów; analiza i eksploracja danych; technologia sensorowa oraz biocybernetyka i medycyna.
Prowadził badania dotyczące diagnozowania m.in.: arytmii serca (na podstawie sygnału EKG), choroby niedokrwiennej serca i nowotworu wątrobowokomórkowego; rozpoznawania gestów mowy ciała na podstawie sygnałów ze specjalistycznej rękawicy, rozpoznawania osób na podstawie gestów z ekranu dotykowego; oceny wiarygodności podmiotu ubiegającego się o kredyt bankowy; klasyfikowania rodzajów atramentu i papieru na podstawie widm chromatograficznych (LIBS), rozpoznawania gatunków herbaty i przybliżania stężenia fenolu na podstawie sygnałów z elektronicznego nosa oraz szacowanie stopnia zużycia pompy wyporowej i wiele innych.

## Dorobek naukowy[8][9]
W swoim dorobku ma kilkadziesiąt publikacji. Są to artykuły naukowe, rozdział w monografii i referaty konferencyjne. Indeks Hirscha według Web of Science wynosi 26, a według Scopus 31. Wykonał ponad 200 recenzji artykułów naukowych dla redakcji czasopism naukowych (z listy MEiN). Jest redaktorem czasopisma PLoS ONE i MDPI Sensors oraz członkiem rad redakcyjnych czasopism MDPI Symmetry i Frontiers in Neurorobotics.
Współpracuje z wieloma ośrodkami naukowymi, m.in.: Ngee Ann Polytechnic i National Heart Centre w Singapurze; Munzur University i Firat University w Turcji; Universite du Quebec a Montreal w Kanadzie, Gayatri Vidya Parishad College of Engineering w Indiach; Menoufia University w Egipcie, Ferdowsi University of Mashhad w Iranie, Western Sydney University i Deakin University w Australii.
Kierował 2 projektami:
- e-Konsylium[11],
- Okobus[12].

Wykonawca 6 projektów naukowo-badawczych.

## Dydaktyka[13]
Prowadzi lub prowadził zajęcia dla studentów I i II stopnia kierunku informatyka i informatyka stosowana, wykłady, ćwiczenia laboratoryjne i projektowe m.in. z takich przedmiotów jak: obliczenia ewolucyjne, wstęp do sztucznej inteligencji, metody inteligencji obliczeniowej, systemy wbudowane, bezpieczeństwo systemów komputerowych, programowanie usług sieciowych, administrowanie systemami komputerowymi, podstawy elektroniki i techniki cyfrowej. Był promotorem wielu prac inżynierskich i magisterskich.

## Osiągnięcia[3]
Zasiada w Kolegium Wydziału Informatyki i Telekomunikacji oraz jest członkiem Rady Naukowej WIiT PK. Jest członkiem rady programowej kierunku informatyka i opiekunem specjalności Data Science.
Był laureatem Stypendium Ministerstwa Nauki i Szkolnictwa Wyższego (2015 r.) oraz Stypendium dla Wybitnych Młodych Naukowców (2020).
Był laureatem staży naukowych Poznańskiego Akademickiego Inkubatora Przedsiębiorczości (2015 r.), Eurokreatora (2015 r.), Małopolskiej Agencji Rozwoju Regionalnego (2014 r.).
Za swoje osiągnięcia naukowe zdobył m.in. nagrodę I stopnia w XVIIII Konkursie im. Profesora Zbigniewa Engela (2019 r.), główną nagrodę w XV edycji konkursu ABB na najlepsze prace doktorskie (2018 r.); drugie miejsce w XXIX Ogólnopolskim Konkursie PTI na najlepsze prace magisterskie z informatyki (2012 r.). Rektor Politechniki Krakowskiej przyznał mu indywidualną nagrodę za osiągnięcia naukowe w 2015 r., 2017 r., 2019 r., 2020 r., 2021 r. i 2022 r. oraz za najwyżej punktowaną publikację naukową (w 2019 r.). Wydawnictwo Elsevier wyróżniło go w 2019 r. jako autora najczęściej cytowanego artykułu, zamieszczonego w czasopiśmie „Swarm and Evolutionary Computation” oraz najlepszego artykułu na łamach „Computers in Biology and Medicine”. Według Web of Science jest autorem najczęściej cytowanych artykułów. W 2021 roku został laureatem nagrody naukowej Wydziału IV Nauk Technicznych PAN.
Jest członkiem Polskiego Towarzystwa Informatycznego oraz jest członkiem zespołu doradczego MEiN w ramach programu „Doktorat wdrożeniowy”.